# 俄勒冈海岸

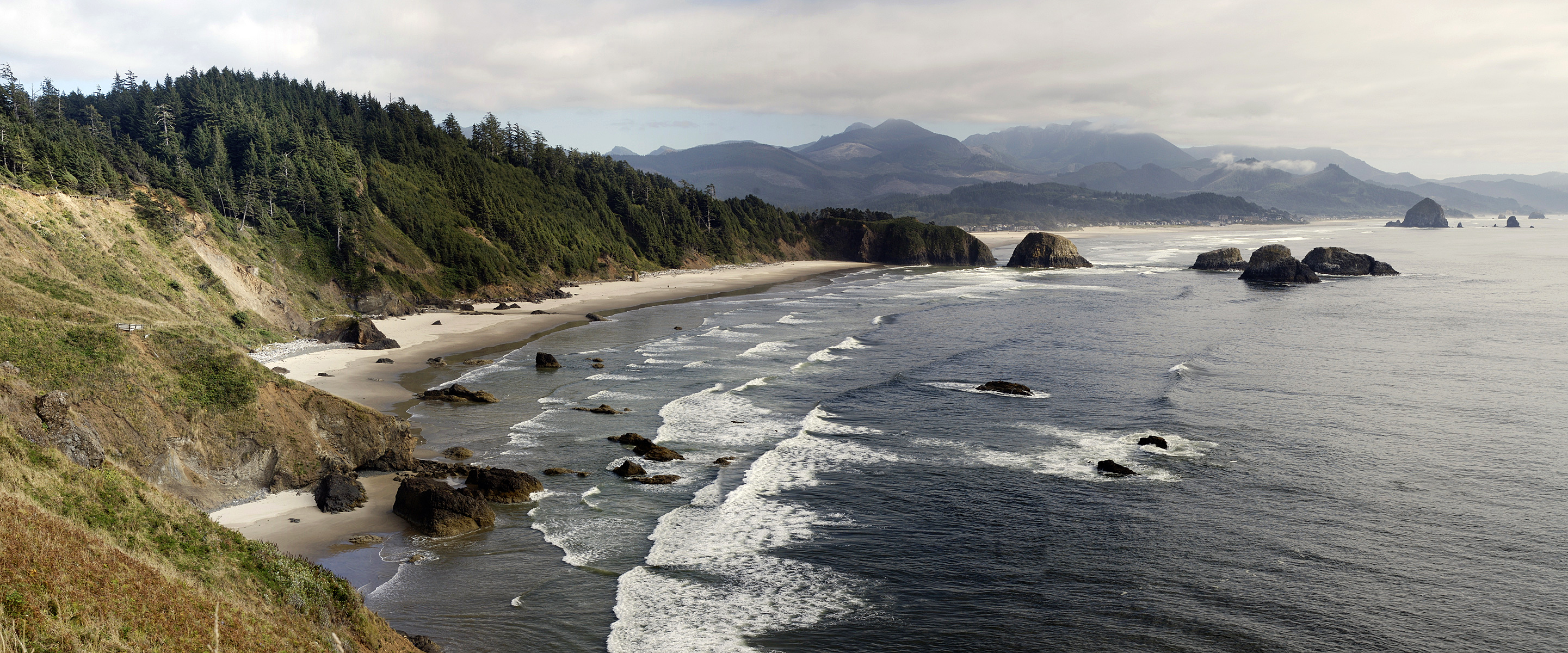
从俄勒冈北海岸的埃科拉州立公园向南眺望

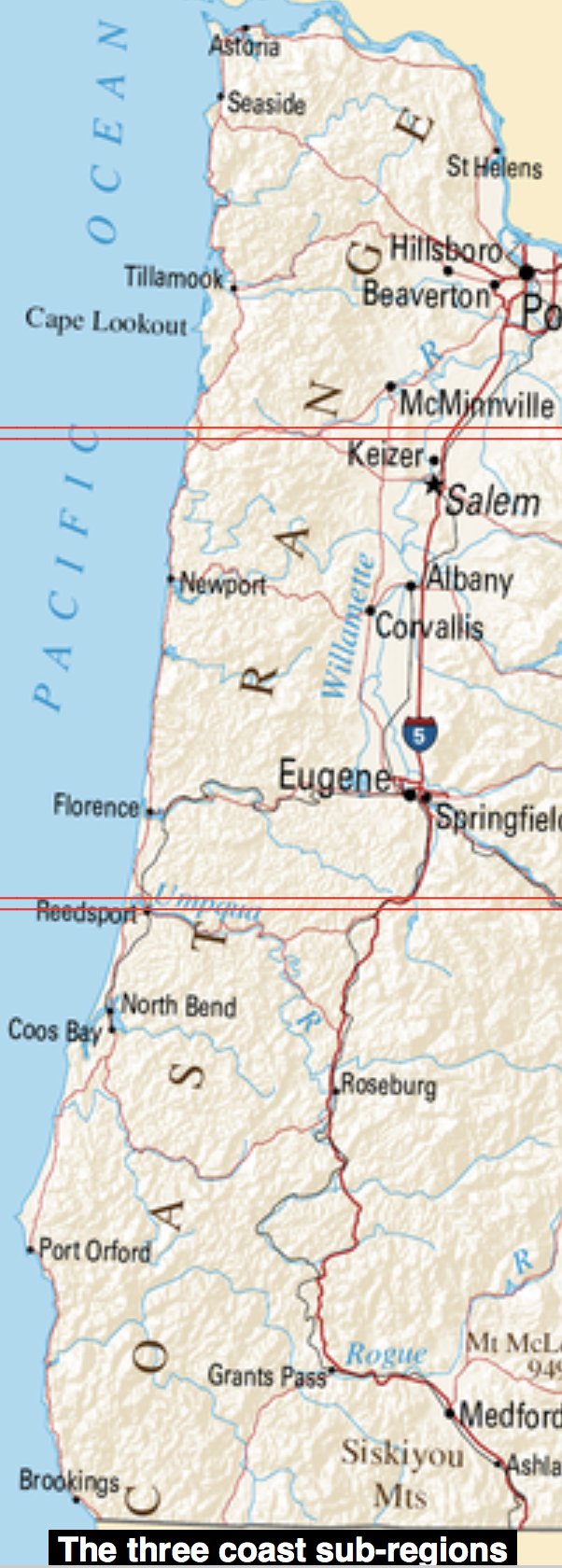
俄勒冈海岸地图

俄勒冈海岸（Oregon Coast）是美国俄勒冈州一个沿海地区，西临太平洋，东临俄勒冈海岸山脉，南起俄勒岡州與加利福尼亚州的边界，北至哥倫比亞河，全长约583公里。
1967年制定的《俄勒冈海岸法案》規定俄勒冈海岸免費對外開放。
俄勒冈州海岸又被劃分為三个不同的子区域： 
- 俄勒冈北海岸，从哥伦比亚河一直延伸到卡斯卡德岬（英语：Cascade Head）
- 俄勒冈中央海岸，从卡斯卡德岬一直延伸到里德波特（英语：Reedsport, Oregon）
- 俄勒冈南海岸，从里德波特一直延伸到俄勒冈州和加利福尼亚州的交界處[3]

俄勒冈海岸最大的城市是庫斯灣，人口16,700人，位于俄勒岡南海岸的庫斯縣。101号美国国道俄勒冈州段是布鲁金斯至阿斯托里亞的主要公路，遊客在該公路能俯瞰太平洋。俄勒冈海岸有80多个州立公园和休闲区。
俄勒冈海岸行政上分別受克拉特索普縣、蒂拉穆克縣、林肯縣、萊恩縣、道格拉斯縣、库斯县和寇里縣管轄。